# Ghiacciaio del Lys
Il ghiacciaio del Lys si trova sul versante sud del Monte Rosa in territorio valdostano.
Inizia al colle del Lys (4248 m) e scende fino a quota 2600 m nell'alta valle del Lys. È contornato in alto dalle vette del Lyskamm (4527 m), del Balmenhorn (4167 m), della Ludwigshöhe (4342 m) e della Piramide Vincent (4215 m).
Sui suoi bordi sorgono i rifugi: rifugio città di Mantova, capanna Giovanni Gnifetti, bivacco Felice Giordano e rifugio Quintino Sella al Felik. Dal ghiacciaio deriva il torrente Lys.

## Storia e leggende
Secondo la leggenda, sulla destra delle morene dell’attuale lingua terminale del Ghiacciaio del Lys, alla testata dell'omonima valle, sarebbe sorta la città di Felik. La città, favorita dai traffici con il vicino Vallese, aveva un’attività molto prosperosa, che aveva fatto dimenticare alla sua popolazione il rispetto per Dio: venne perciò punita dal cielo con un lunghissimo inverno che la seppellì per sempre. Ancora oggi le anime dei suoi abitanti vagherebbero alla ricerca della salvezza eterna fra i ghiacciai del Monte Rosa.

## Gli effetti del cambiamento climatico
Il ghiacciaio del Lys è uno dei ghiacciai alpini maggiormente interessati dal fenomeno del cambiamento climatico. Un report di Greenpeace sullo stato del ghiacciaio ha messo in evidenza come dalla metà dell’800 a oggi, il Ghiacciaio del Lys abbia perso più 3,4 km di lunghezza, ovvero il 30% della sua superficie, e si sia oggi frammentato in più corpi disconnessi. In totale si stima che dal 1860 abbia perso 145 milioni di metri cubi di ghiaccio: circa 130 miliardi di litri d’acqua.